# Hispano-Suiza HS.820
Il HS.820 era un cannone automatico in calibro 20 mm, sviluppato dalla Hispano-Suiza principalmente per uso aeronautico, ma largamente impiegato in impianti contraerei terrestri. Dopo l'acquisto della divisione armamenti della Hispano-Suiza da parte della Oerlikon Contraves nel 1970, l'arma venne divenne Oerlikon KAD, soppiantando i propri modelli KAA e KAB. La versione americana M139 venne utilizzata su alcuni veicoli.

## Storia

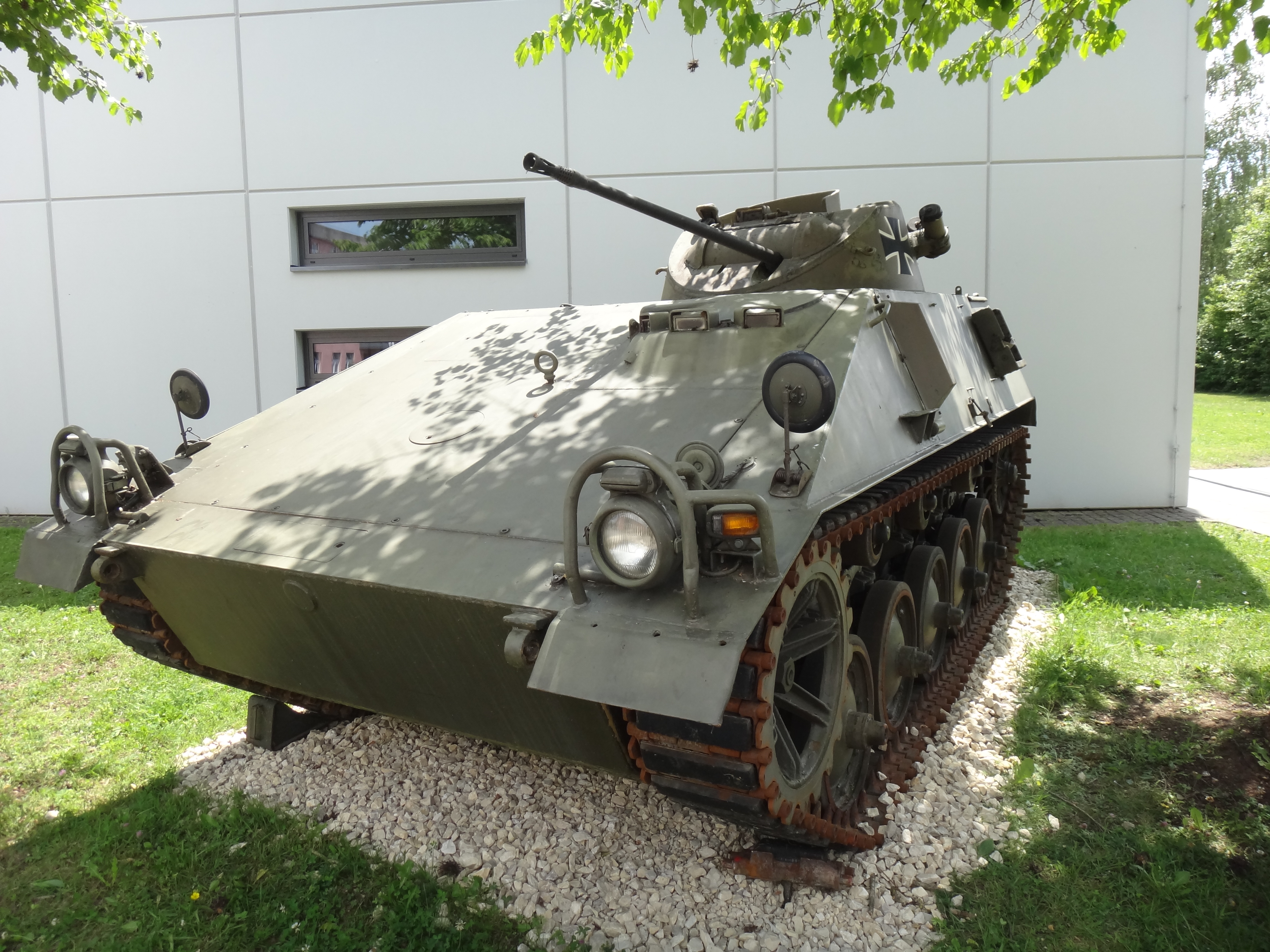
Un Schützenpanzer 11-2 Kurz armato con cannone HS.820.

Sviluppato nel secondo dopoguerra, il cannone automatico HS.820 era camerato per la munizione 20 × 139 mm, sviluppata dalla 20 × 139 mm FMK e FK 38 svizzera come sostituta della precedente 20 × 110 mm, impiegata largamente sul HS.404. La nuova munizione è una delle due sviluppate nel dopoguerra in Europa, insieme alla 20 × 128 mm della Oerlikon, sviluppata per impieghi simili. La velocità alla volata di 1.100 m/s e la cadenza di tiro di 1.000 colpi/minuto rendevano il HS.820 un'arma formidabile. Tuttavia, la rapida introduzione dei più prestanti cannoni revolver negò all'arma il successo come cannone aeronautico del precedente HS.404.
L'arma è stata largamente utilizzata in una varietà di affusti antiaerei, specialmente per uso navale, con diversi sistemi di mira, di alimentazione e di movimentazione. Il HS.639-B3 (poi conosciuto come GAI-CO1) era un impianto a canna singola alimentata da tamburi da 75 colpi, una seria limitazione per un'arma con tale cadenza di tiro. Altre varianti includevano la HS.639-B4 (GAI-CO3) con tamburi da 50 colpi inseriti superiormente all'arma e la HS.639-B5 (GAI-CO6) alimentata da tamburi da 75 colpi. Il HS.665 era un impianto trinato, sempre alimentato a tamburi. Il HS.666A (GAI-DO1), sviluppato a metà degli anni settanta, era costituito da due cannoni HS.820, con caricatori da 120 colpi, montati su una piattaforma a movimentazione idraulica, che poteva essere asservita ad un sistema di controllo del fuoco a radar.
Dopo l'acquisizione da parte di Oerlikon, tutte le armi vennero ridenominate: il HS.820 in KAD ("K" per Kannon, "A" per 20 mm, "D" per quarto modello).  L'Oerlikon ridenominò i propri cannoni nel calibro 20 × 128 mm in KAA la versione ad azionamento elettrico e in KAB la versione a sottrazione di gas.
Gli Stati Uniti d'America produssero una versione leggermente modificata del pezzo HS.820 denominata M139, che venne utilizzata sul M114 dell'US Army, sull'AAV7 dell'US Marine Corps e sulla famiglia di veicoli dello sfortunato progetto MICV-65. In versione pallettizzata, l'arma venne installata anche nella cabina dell'elicottero Bell UH-1.
La munizione 20 × 139 mm è stata poi largamente adottata in una grande varietà di armi, incluse il Rheinmetall MK 20 Rh 202 e il 20 mm Mle F2.

## Munizioni originali Hispano-Suiza
- UIA: proiettile ad alto esplosivo ("High explosive incendiary", HEI) pesante 120 g; carica esplosiva di 10 g.
- RIA: proiettile perforante ("Armor-piercing shot and shell", APHEI) pesante 120 g; carica esplosiva di 4,5 g.
- RINT: proiettile perforante con nucleo indurito ("Armor-piercing Hard Core", APHC) pesante 111 g, nucleo in carburo di tungsteno da 70 g.